# Moravská bánovina

Moravská bánovina na mapě Jugoslávie

Moravská bánovina (srbsky Моравска бановина/Moravska banovina) byla administrativní jednotka Království Jugoslávie v letech 1929–1941. Jejím hlavním městem byla Niš. Svůj název měla podle řeky Moravy.
Mezi další města, která se na území regionu, rozkládajícího se víceméně na území východního Srbska a části Kosova patřila: Jagodina, Ćuprija, Paraćin, Kruševac, Negotin, Pirot a Zaječar. Na severu hraničila Moravská bánovina s Dunajskou bánovinou, na západě s Drinskou a Zetskou bánovinou a na jihu s Vardarskou bánovinou.